# Torreiglesias
Torreiglesias – gmina w Hiszpanii, w prowincji Segowia, w Kastylii i León, o powierzchni 55,08 km². W 2011 roku gmina liczyła 366 mieszkańców.